# فحص باضع
الفحص الباضع هو نوع من الإجراءات الطبية التي تتطلب من مقدمي الخدمات الطبية المدربين استخدام الأدوات التي تقطع الجلد (أو الأنسجة الضامة الأخرى) أو التي يتم إدخالها في فتحة الجسم.  تشمل أمثلة الفحوصات الباضعة الخزعة والاستئصال والمعالجة بالتبريد والتنظير . 

## الاختبارات الباضعة والاختبارات اللاباضعة
الفرق الرئيسي بين الاختبارات الباضعة والاختبارات اللاباضعة هو أن الاختبارات الباضعة تتم عن طريق قطع أو دخول جزء من الجسم باستخدام الأدوات الطبية، في حين أن الاختبارات غير الباضعة لا تتطلب كسر الجلد أو دخول الجسم. تشمل الاختبارات غير الباضعة الجس العميق والأشعة السينية وفحص ضغط الدم .[بحاجة لمصدر]

### أمثلة على الفحوصات الباضعة
- قسطرة القلب هي إجراء باضع يستخدم في قياس الضغط داخل قلب المريض، وفي تقييم الشرايين التي تغذّي القلب، وفي تقييم جودة ضخ القلب.
- الرأب الوعائي بالبالون هو اختبار باضع يساعد في علاج انسدادات الشرايين التاجية. يتم إدخال قسطرة ببالون صغير في الشريان المسدود ويتم توسيعها لفتح الشريان الذي يمد عضلة القلب بالدم.
- استئصال العصيد هو إجراء جراحي يتم إجراؤه لإزالة تصلب الشرايين من الأوعية الدموية داخل الجسم. يتم توسيع الشرايين الضيقة عن طريق إدخال قسطرة تحمل جهازًا مثل المثقاب الدوار أو القاطع في الشريان.
- يعد وضع دعامة للشريان التاجي (أسطوانة من شبكة سلكية موضوعة في شريان لضمان بقائه مفتوحًا) إجراءً طبيًا باضعًا. حيث يتم زرع الدعامة عادة بواسطة قسطرة (أنبوب).

## الأدوات

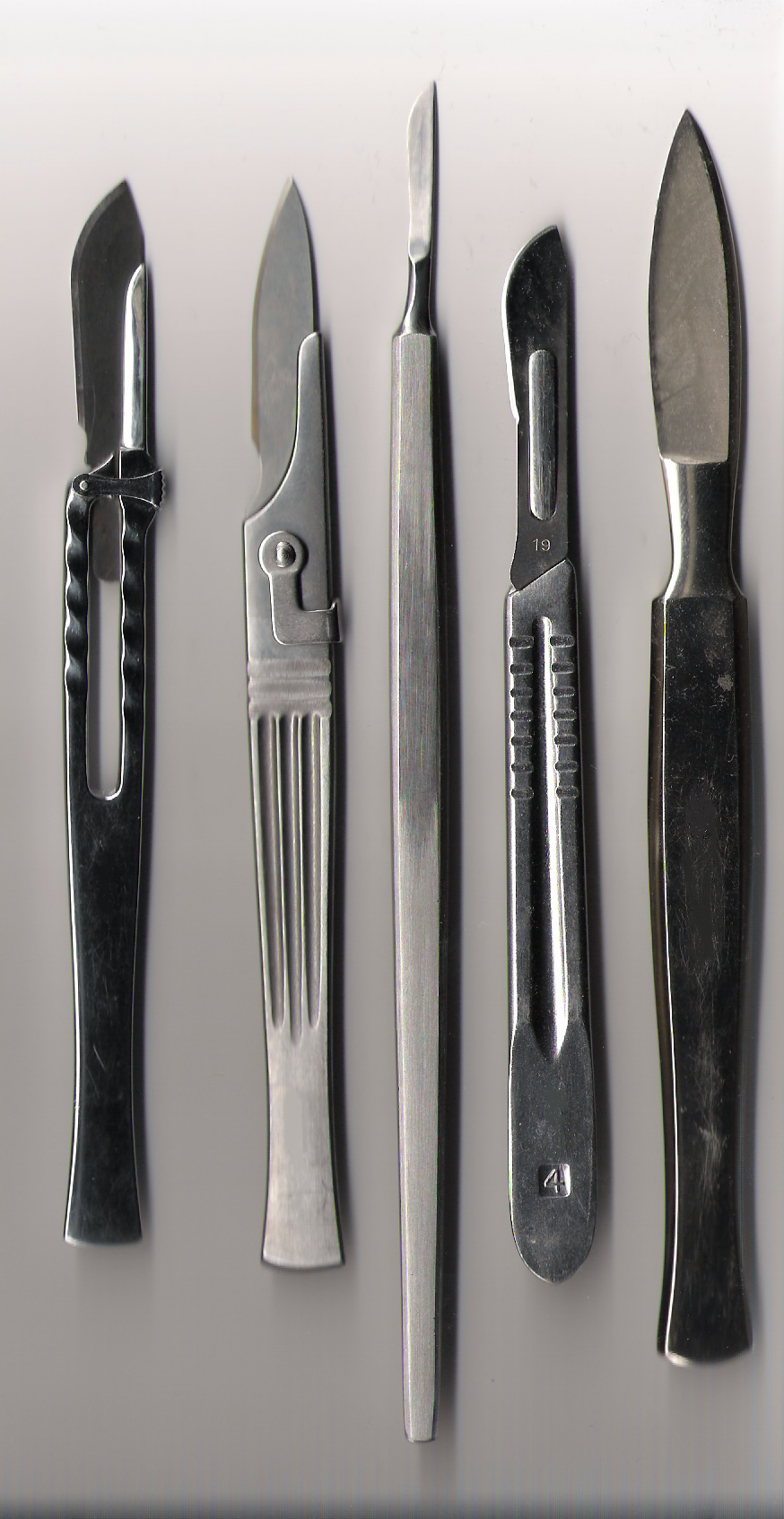
تستخدم المباضع في بعض الإجراءات الباضعة الشائعة.

هناك أنواع مختلفة من المعدات المستخدمة لإجراء الاختبارات الباضعة، ويعتمد شكل وحجم كل أداة على جزء الجسم الذي يحتاج إلى جراحة. تشتملُ المعدات الطبية الشائعة الاستخدام على المباضع، والملاقط، والمقصات، والمشابك ، والكامشات . تتطلب بعض الإجراءات الجراحية معداتٍ خاصة. على سبيل المثال، في بعض جراحات العظام ، يلزم استخدام مناشير العظام والمطارق والمثاقب. 

## الاستخدامات الطبية للفحوصات الباضعة
الاختبارات الباضعة لها تطبيقات عديدة في مجال طب الأسنان، واختبارات ما قبل الولادة، وتشخيص السرطان، وعلم الأعصاب، وجراحة التجميل، وما إلى ذلك لأنها توفر الفرص للأطباء لتشخيص وعلاج أنواع مختلفة من الأمراض. 

## سلامة المريض أثناء الفحص الباضع
من أجل إجراء اختبار أو فحص باضع، من المهم أن يتم إجراء الفحص، كما هو الحال مع أي إجراء طبي، في بيئة معقمة، مثل غرفة العمليات المجهزة جيدًا أو وحدة العناية المركزة . كما ينبغي الاهتمام بعنصر الوقت أثناء الفحص؛ إذ يؤدي التشخيص المبكر إلى علاج أكثر فعالية وتوفير الوقت والمال لكلٍّ من القطاع الصحي والمريض. المراقبة الدقيقة للمريض ضرورية؛ كمراقبة معدل ضربات القلب وضغط الدم وكذلك الحالة العقلية قبل وبعد الفحص. 

## الآثار الجانبية
هناك العديد من الأضرار للفحوصات الباضعة؛ تشمل انزعاج المريض، وزيادة العناية بالجروح، وإطالة فترات الشفاء. يزيد استخدام تقنيات التشخيص الباضعة في حالة الأمهات الحوامل من فرص الإجهاض والضغط النفسي. 